# All I Want for Christmas Is New Year's Day
All I Want for Christmas Is New Year's Day è un singolo del gruppo musicale britannico Hurts, pubblicato il 14 dicembre 2010.

## Descrizione
All I Want for Christmas Is New Year's Day, a detta del gruppo, «parla del peggior Natale della nostra vita, dove stiamo rilasciando il nostro miglior Natale della nostra vita. In più, abbiamo selezionato molte persone apparse nei nostri videoclip precedenti per il video della canzone, quindi [il video] sembrerà una festa natalizia degli Hurts... in un cimitero».

## Promozione
Nella prima settimana di pubblicazione, il singolo è stato reso disponibile per il download gratuito sull'iTunes Store in quanto era allora il singolo della settimana.
Il 31 ottobre 2011 il singolo è stato incluso nella lista tracce dell'edizione deluxe dell'album di debutto delcduo, Happiness.

## Video musicale
Il videoclip è ambientato in un cimitero, dove Theo Hutchcraft e Adam Anderson si riuniscono insieme ad altre persone (apparse in precedenza nei videoclip di Better Than Love, Wonderful Life e Stay) su una tomba, dalla quale emerge un albero natalizio verso la fine del video.

## Tracce
1. All I Want for Christmas Is New Year's Day – 4:34

## Classifiche
| Classifica (2010) | Posizione massima |
| ----------------- | ----------------- |
| Austria           | 67                |
| Germania          | 76                |